# Saelices (kommun)
Saelices är en kommun i Spanien.   Den ligger i provinsen Provincia de Cuenca och regionen Kastilien-La Mancha, i den centrala delen av landet, 100 km sydost om huvudstaden Madrid. Antalet invånare är 639. Arean är 80 kvadratkilometer. Saelices gränsar till Almonacid del Marquesado och Almendros. 
Terrängen i Saelices är platt.